# هيغاشيموراياما (طوكيو)
مدينة هيغاشيموراياما  (باليابانية: 東村山市 هيغاشيموراياما-شي) هي مدينة تقع في طوكيو، اليابان.
في عام 2003، وصل التعداد السكاني للمدينة إلى 143,737 نسمة والكثافة السكانية 8,371.40 نسمة في الكيلومتر مربع، والمساحة الإجمالية 17.17 كم مربع. تم تأسيس المدينة في الأول من أبريل 1964. من أشهر معالم المدينة هي حديقة هاتشيكوكوياما.

## النقل
شركة شرق اليابان للسكك الحديدية
- خطوط القطارات:
  - خط موساشينو
- محطات القطارات:
  - محطة شين-أكيتسو

شركة سيبو للسكك الحديدية
- خطوط القطارات:
  - خط سيبو هاجيما، خط سيبو إيكيبوكورو، خط سيبو كوكوبونجي، خط سيبو سيبو-إن، خط سيبو شينجوكو، خط سيبو تاماكو، خط سيبو ياماغوتشي

## تعليم
يوجد مدارس ابتدائية وإعدادية في المدينة. كما أن مجلس تعليم محافظة طوكيو يشرف على مدرستين ثانويتين:
- مدرسة هيغاشيموراياما الثانوية
- مدرسة هيغاشيموراياما الغربية الثانوية

## التوأمة
- كاشيوازاكي، نييغاتا، اليابان. منذ 1996.
- سوجو، الصين. منذ 2005.
- ميسوري المستقلة، اليابان. منذ 1978.

## أعلام
- كين شيمورا
- تسوتومو ميورا
- رينا أسامي

## وصلات خارجية
- موقع مدينة هيغاشيموراياما باللغة اليابانية